# Судьин, Владимир Николаевич
Владимир Николаевич Судьин (укр. Володимир Миколайович Судьїн; 29 июля 1938, Киев — 14 июля 2021, Киев) — советский и украинский театральный режиссёр, театральный педагог, актёр. Заслуженный деятель искусств Украины (1993).

## Биография
Родился в городе Киев 29 июля 1938 года.
В 1961 году окончил Киевский государственный институт театрального искусства имени И. К. Карпенко-Карого (КГИТИС). Заслуженный деятель искусств Украины с 1993 года. Профессор кафедры режиссуры драмы Киевского национального университета театра, кино и телевидения имени И. К. Карпенко-Карого с 1994 года. Как художественный руководитель осуществил 16 выпусков режиссёров и три выпуска актёрских курсов.
Преподавал основы режиссуры для сценографов в Национальной академии изобразительного искусства и архитектуры (Киев). Преподавал режиссуру и мастерство актёра в Национальной академии руководящих кадров культуры и искусств Министерства культуры Украины (Киев), в студии Киевского театра оперетты, где познакомился со своей женой Натальей Мелешко.
Был председателем Государственной экзаменационной комиссии в Киевском институте культуры, Харьковском институте театрального искусства, Днепропетровском театральном училище, Симферопольском училище культуры, Государственной академии руководящих кадров культуры и искусств.
Автор свыше 100 публикаций в журналах «Український театр», Ukraine, «Театр и кино», газетах «Культура і життя», «Голос України», сборнике «У пошуках театру» и других.
Умер в Киеве 14 июля 2021 года.

## Творческая деятельность
- 1961—1963 — Криворожский русский драматический театр имени Т. Г. Шевченко, режиссёр-постановщик («Таня» Алексея Арбузова, «Глеб Космачёв» Михаила Шатрова, «Снежная королева» Евгения Шварца);
- 1964—1970 — Киевский театр юного зрителя имени Ленинского комсомола, режиссёр-постановщик («Маленький принц» А. де Сент-Экзюпери, «Белоснежка и семь гномов», «Золушка», «Мой бедный Марат» Алексея Арбузова);
- 1970—1972 — ассистентура-стажировка при Киевском государственном институте театрального искусства имени И. К. Карпенко-Карого (КГИТИС);
- 1970—1975 — Киевский институт культуры, художественный руководитель курса режиссёров;
- с 1972 — КГИТИС, кафедра режиссуры драмы, старший преподаватель;
- с 1982 — доцент, утверждён ВАК СССР;
- 1986—1989 — декан факультета театрального искусства;
- 1987—1989 — и. о. заведующего кафедрой режиссуры драмы;
- 1989—2000 — заведующий кафедрой актёрского искусства и режиссуры драмы;
- 1994 — профессор кафедры режиссуры драмы, утверждён ВАК Украины;
- 2007—2012 — Киевский институт культуры, художественный руководитель курса режиссёров и актёров.

### Фильмография
Снимался в главных ролях в фильмах производства киевской киностудии имени А. П. Довженко:
- Неразлучные друзья (реж. Василий Николаевич Журавлёв, 1953);
- Стёпа-капитан (реж. Александр Фомич Козырь, 1954);
- Флаги на башнях (реж. Абрам Аронович Народицкий, 1957);
- Это было весной (реж. Артур Иосифович Войтецкий, 1960);
- Эпизодическая роль в фильме «Киевлянка» (реж. Тимофей Васильевич Левчук, 1958).

## Ученики
- Владимир Петров — профессор студии МХАТ СССР, Заслуженный деятель искусств Российской Федерации, главный режиссёр Воронежского драматического театра имени Кольцова, владелец «Золотой маски» за режиссуру РФ;
- Александр Клековкин — Заслуженный деятель искусств Украины, доктор искусствоведения, профессор, автор более 30 монографий в области истории и теории театрального искусства;
- Аттила Виднянский — украинско-венгерский режиссёр, Заслуженный деятель искусств Украины, основатель и художественный руководитель Венгерского закарпатского театра имени Д. Ийеша в Берегово;
- Виталий Денисенко — Заслуженный деятель искусств Украины, г. Запорожье;
- Андрей Билоус — лауреат Государственной премии имени А. Довженко, режиссёр Киевского Академического театра драмы и комедии на левом берегу Днепра.

Ученики В. Судьина работают в театрах Алжира, Вьетнама, Израиля, Коста-Рики, Мексики, Монголии, Швеции, Эфиопии.

## Награды
- Заслуженный деятель искусств Украины (1993);
- Орден святого архистратига Михаила;
- медали СССР.